# Ноджим Майєгун
Ноджим Майєгун  (англ. Nojim Maiyegun; 17 лютого 1941 — 26 серпня 2024) — нігерійський боксер, олімпійський медаліст.

## Виступи на Олімпіадах
| Олімпіада  | Дисципліна | Місце |
| ---------- | ---------- | ----- |
| Токіо 1964 | до 71 кг   | 3     |